# پادووانگودا
پادووانگودا (به لاتین: Paduwangoda) یک منطقهٔ مسکونی در سری‌لانکا است که در استان مرکزی (سری‌لانکا) واقع شده‌است.